# Godfried van Namen
Godfried van Namen (in 1080 geattesteerd — 19 augustus 1139) uit het Huis Namen was in 1097 graaf van Château-Porcien (iure uxoris) en vanaf 1102 graaf van Namen. Hij was de zoon van graaf Albert III en Ida van Saksen, de erfdochter van La Roche.
Hij huwde in 1087 met Sibylla van Chateau-Porcien, dochter van graaf Roger en Ermengarde. Uit dit huwelijk had zij twee dochters:
- Elizabeth, in 1141 geattesteerd; ∞ Gervais, graaf van Rethel; ∞ II Clarembaud de Roscy, in 1141 geattesteerd
- Flandrine; ∞ Hugo van Épinoy

Hij zou rond 1104 van haar scheiden, nadat ze hem had verlaten toen ze zwanger werd van haar minnaar Engelram I van Coucy. Sibylla trouwde vervolgens met Withier de Vitri, graaf van Rethel.
Godfried trouwde vervolgens in 1109 met Ermesinde ( - 1141), dochter van graaf Koenraad I van Luxemburg en de weduwe van Albert I van Egisheim, graaf van Dagsburg, overleden in 1098. Kinderen van het echtpaar waren:
- Albert ( - rond 1127)
- Hendrik de Blinde ( - 14 augustus 1196), in 1136, graaf van Luxemburg, volgde in 1139 op in Namen, La Roche, Durbuy en Longwy, voogd van de Rijksabdij Sankt Maximin in Trier en Echternach; ∞ I 1152/1159, gescheiden in 1163, Laureta van Vlaanderen, gestorven in 1175, dochter van Diederik van de Elzas, graaf van Vlaanderen, weduwe van Iwan, graaf van Aalst, gescheiden van Hendrik II, hertog van Limburg, weduwe van Roeland (Rudolf) I van Vermandois, graaf van Vermandois; ∞ II 1168 Agnes van Gelre, dochter van Hendrik, graaf van Gelre
- Clementia ( - 28 december 1158); ∞ rond 1130 Koenraad, hertog van Zähringen, d. 1152 (Huis Zähringen)
- Adelheid; ∞ rond 1130 Boudewijn IV, graaf van Henegouwen, in 1163 graaf van Namen ( - 8 november 1171)
- Beatrix ( - 1160); ∞ Gonthier, graaf van Rethel ( - 1148)

In 1121 stichtte Godfried, de abdij van Floreffe. In 1136 werd zijn vrouw Ermesinde door koning Koenraad III als erfgenaam van het graafschap Luxemburg beschouwd, toen hij het graafschap aan Hendrik de Blinde, de oudste zoon van de Godfried en Ermesinde, overdroeg.

## Voorouders
| Voorouders van Godfried van Namen (1080-1139) | Voorouders van Godfried van Namen (1080-1139)                                | Voorouders van Godfried van Namen (1080-1139)                                | Voorouders van Godfried van Namen (1080-1139)                                | Voorouders van Godfried van Namen (1080-1139)                                | Voorouders van Godfried van Namen (1080-1139)                          | Voorouders van Godfried van Namen (1080-1139)                          | Voorouders van Godfried van Namen (1080-1139)                                   | Voorouders van Godfried van Namen (1080-1139)                                   |
| --------------------------------------------- | ---------------------------------------------------------------------------- | ---------------------------------------------------------------------------- | ---------------------------------------------------------------------------- | ---------------------------------------------------------------------------- | ---------------------------------------------------------------------- | ---------------------------------------------------------------------- | ------------------------------------------------------------------------------- | ------------------------------------------------------------------------------- |
| Overgrootouders                               | Albert I van Namen (937-1011) ∞ Adelheid van Lotharingen (-)                 | Albert I van Namen (937-1011) ∞ Adelheid van Lotharingen (-)                 | Gozelo I van Lotharingen (963-1044) ∞ Gerberia (-)                           | Gozelo I van Lotharingen (963-1044) ∞ Gerberia (-)                           | Bernhard I van Saksen (~940-1011) ∞ Hildegarde van Stade (965-1011)    | Bernhard I van Saksen (~940-1011) ∞ Hildegarde van Stade (965-1011)    | Hendrik van Schweinfurt (950-1017) ∞ Gerberga van Gleiberg (ca. 970 - na 1036)) | Hendrik van Schweinfurt (950-1017) ∞ Gerberga van Gleiberg (ca. 970 - na 1036)) |
| Grootouders                                   | Albert II van Namen (1000-1064) ∞ 1035 Regelindis van Lotharingen (994-1064) | Albert II van Namen (1000-1064) ∞ 1035 Regelindis van Lotharingen (994-1064) | Albert II van Namen (1000-1064) ∞ 1035 Regelindis van Lotharingen (994-1064) | Albert II van Namen (1000-1064) ∞ 1035 Regelindis van Lotharingen (994-1064) | Bernhard II van Saksen (990-1059) ∞ Eilika van Schweinfurt (1005-1059) | Bernhard II van Saksen (990-1059) ∞ Eilika van Schweinfurt (1005-1059) | Bernhard II van Saksen (990-1059) ∞ Eilika van Schweinfurt (1005-1059)          | Bernhard II van Saksen (990-1059) ∞ Eilika van Schweinfurt (1005-1059)          |
| Ouders                                        | Albert III van Namen (1035-1102) ∞ Ida van Saksen (ca. 1035-1102)            | Albert III van Namen (1035-1102) ∞ Ida van Saksen (ca. 1035-1102)            | Albert III van Namen (1035-1102) ∞ Ida van Saksen (ca. 1035-1102)            | Albert III van Namen (1035-1102) ∞ Ida van Saksen (ca. 1035-1102)            | Albert III van Namen (1035-1102) ∞ Ida van Saksen (ca. 1035-1102)      | Albert III van Namen (1035-1102) ∞ Ida van Saksen (ca. 1035-1102)      | Albert III van Namen (1035-1102) ∞ Ida van Saksen (ca. 1035-1102)               | Albert III van Namen (1035-1102) ∞ Ida van Saksen (ca. 1035-1102)               |